# كيروين مور
كيروين مور (بالإنجليزية: Kerwin Moore)‏ هو لاعب كرة قاعدة أمريكي، ولد في 29 أكتوبر 1970 في ديترويت في الولايات المتحدة.

## وصلات خارجية
- كيروين مور على موقعبيزبول رفرنس.كوم (الدوري الرئيسي) (الإنجليزية)
- كيروين مور على موقعبيزبول رفرنس.كوم (الدوري الثانوي) (الإنجليزية)